# Guyaans-Surinaamse betrekkingen
Guyaans-Surinaamse betrekkingen verwijzen naar de huidige en historische betrekkingen tussen Guyana en Suriname. De Corantijnrivier is de grensrivier tussen beide landen.

## Geschiedenis
Guyana en Suriname (samen met Frans-Guyana en Trinidad en Tobago) delen veel geologische, culturele en historische overeenkomsten en vormen daardoor een uitzondering ten opzichte van de rest van Zuid-Amerika. Historisch gezien waren beide landen een Nederlandse kolonie waar Afrikaanse tot slaaf gemaakte naartoe werden gevoerd. Na de afschaffing van de slavernij werden contractarbeiders uit Azië aangetrokken; in beide landen uit Brits-Indië en daarnaast in Suriname ook uit China en Java.
Brits-Guiana en de Nederlandse kolonie Suriname hadden een goede relatie, en werkten veel samen. Na de onafhankelijkheid van Guyana op 26 mei 1966 ging de relatie snel achteruit, en bereikte een dieptepunt op 19 augustus 1969 tijdens een vuurgevecht bij Kamp Tigri waarbij geen slachtsoffers vielen. In 1975, na de onafhankelijkheid van Suriname, werd het openen van een ambassade in Guyana uitgesteld tot 1979 vanwege de slechte relatie.
In 1985, na de dood van Forbes Burnham, probeerde de Guyaanse president Desmond Hoyte de relatie te herstellen, maar de contactpoging had niet het gewenste resultaat. In 1989 werd door de Surinaamse president Ramsewak Shankar het eerste bezoek gebracht na onafhankelijkheid van beide staten. In de jaren 2010 vond een normalisatie van de relatie plaats. In 2016 werd een parlementair contact plan opgericht, en in 2020 werd de bilaterale relatie in de pers omschreven als uitstekend.
In november 2020 was de Guyaanse president Irfaan Ali met zijn vrouw op staatsbezoek in Suriname. In januari 2022 was hij er opnieuw, tegelijkertijd aflegde met president Jair Bolsonaro van Brazilië. Het bezoek vond plaats in het kader van economische samenwerking.

## Disputen

### Grensdispuut
Er is een onopgelost grensgeschil over het Tigri-gebied (stand 2022).
Een maritiem grensgeschil werd in 2007 beslecht met arbitrage via het Internationaal Zeerechttribunaal.
Het geschil over het Tigri-gebied is al meerdere keren opgelaaid. Eind november 2024 gebeurde dit opnieuw door uitspraken van de Guyaanse president Irfaan Ali, die het gebied economisch wil exploiteren, waardoor minister Albert Ramdin van Buitenlandse Zaken (BIBIS) de Guyaanse ambassadeur Virjanand Depoo op het matje riep. Als tegenreactie ontbood de Guyanese minister Hugh Todd de Surinaamse ambassaeur Liselle Blankendal.

### Visvergunningen
In augustus 2021 was president Santokhi op bezoek in Guyana. De ontmoeting werd gezien als een verbetering in de relatie die meer diepgang zou hebben gekregen. Er werden allerlei afspraken gemaakt. Er werd ook gesproken om de circa 150 Guyaanse vissers uit de illegaliteit te halen omdat ze op basis van visvergunningen van Surinaamse stromannen voor de Surinaamse kust vissen. Volgens minister Prahlad Sewdien (LVV) zou dit probleem in 2014 zijn ontstaan toen er lukraak vergunningen verstrekt zouden zijn. Omdat de Surinaamse wet de verlening van visvergunningen aan buitenlanders verbiedt, spraken president Santokhi en minister Sewdien er na afloop over om de vergunningen onder te brengen in een staatsbedrijf dat overeenkomsten sluit met de vissers. Naar de lezing van de Guyanese president Irfaan Ali en vicepresident Bharrat Jagdeo zouden de 150 visvergunningen schriftelijk zijn toegezegd. De perikelen rondom de visvergunningen laaiden in september 2022 op, toen vicepresident Jagdeo beweerde dat Suriname de overeenkomst niet nakomt omdat er corruptie in het spel zou zijn en opriep om de kwestie uit te spelen via Surinaamse bedrijven die in Guyana zijn gevestigd. Beide landen spraken in september 2022 af om op topniveau overleg te gaan voeren. Op 22 september ontbood de Surinaamse plaatsvervangend minister van BIBIS, Krishna Mathoera (tevens van Defensie), de Guyaanse ambassadeur Keith George met de boodschap dat de uitlatingen van Jagdeo beschouwd worden als "onverantwoordelijk, niet diplomatiek en niet in lijn met de geest van de samenwerking als buurlanden," evenals een onvriendelijke daad in contrast met de goede betrekkingen tussen de beide staatshoofden. Minister Albert Ramdin bevond zich op dat moment in New York en sprak daar zijn Guyaanse ambtsgenoot Hugh Todd aan op de woorden van Jagdeo.

## Diplomatieke banden en organisaties

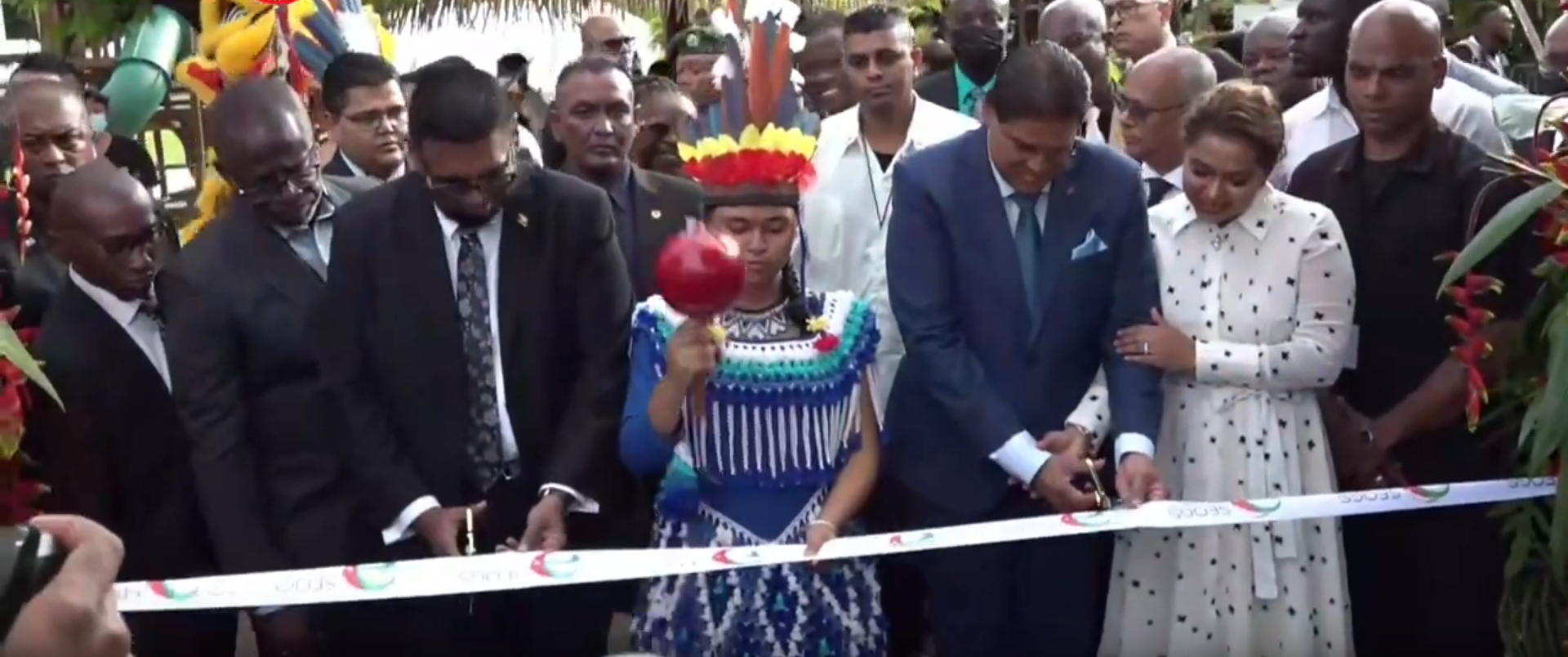
Presidenten Ali (Guyana) en Santokhi (Suriname) tijdens de officiële opening van de Suriname Energy, Oil & Gas Summit (SEOGS), juni 2022

Beide landen gingen diplomatieke betrekkingen aan op 25 november 1975, de startdatum van de Surinaamse onafhankelijkheid.
Beide landen zijn lid van de Caricom), Gemeenschap van Latijns-Amerikaanse en Caraïbische Staten, Groep van 77, ACS-staten, Beweging van Niet-Gebonden Landen, Organisatie voor Islamitische Samenwerking, Organisatie van Amerikaanse Staten, Unie van Zuid-Amerikaanse Naties, Mercosur en de Verenigde Naties. Beide landen waren lid van Petrocaribe dat in 2005 werd opgericht om goedkope olie uit Venezuela aan lidstaten te leveren en heeft bestaan tot 2018.

## Verkeersverbinding
De veerdienst met de MV Canawaima vervoert mensen, vervoersmiddelen en goederen tussen South Drain (Suriname) en Moleson Creek (Guyana).
Een grootschalige samenwerking is rond 2021 de bouw van een offshore-basis ter waarde van 1 miljard dollar ter ondersteuning van olieboringen in het Guyana-Suriname-bekken.

## Diplomatieke missies
- Ambassade van Guyana in Suriname
- Consulaat van Guyana in Nieuw-Nickerie
- Permanente missie bij de Caricom in Georgetown
- Ambassade van Suriname in Guyana